# ルードルフス・バンゲルスキス
ルードルフス・バンゲルスキス（Rūdolfs Bangerskis、1878年7月21日 - 1958年2月25日）は、帝政ロシア、ラトビア、ドイツの軍人、政治家。ロシア時代の姓は、バンゲルスキー（Бангерский）。
ロシア内戦時代の白軍の指揮官、少将。ラトビア軍では大将。第二次世界大戦中にドイツ武装親衛隊のラトビア人義勇兵部隊を指揮し、親衛隊中将にまで昇進した。

## 経歴

### 帝政ロシア

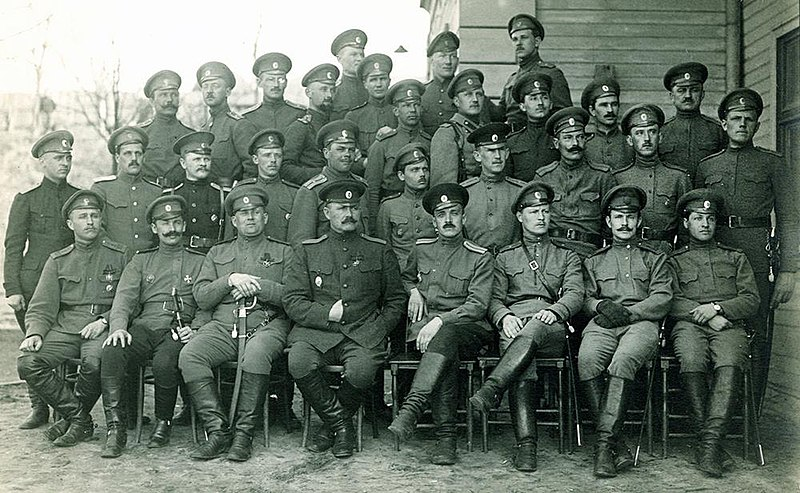
1916年3月、前列左から4番目がバンゲルスキス

ラトビア、リフリャンド県出身。ラトビア人、ルター派。1895年10月～1899年7月、リガ教育下士官大隊の志願兵としてロシア帝国軍に勤務。1901年、サンクトペテルブルクの士官学校を卒業し、第93歩兵イルクーツク連隊に配属、日露戦争に従軍した。1914年、ニコラエフ参謀本部アカデミーを卒業。
第一次世界大戦時、第31軍団参謀部の将校、第1ウスチ・ドヴィナ・ラトゥイシュ（ラトビア人）大隊長。1915年8月～1916年12月、第2リガ、第4ヴィゼム連隊長代行、1916年12月～1917年2月、ラトゥイシュ狙撃師団参謀長。1917年1月～1918年3月、第17シベリア狙撃連隊長。

### ロシア内戦
ロシア内戦時、エカテリンブルクの守備隊本部で白軍に参加。1918年6月～10月、第7ウラル山岳狙撃師団参謀長を代行。1918年10月から第12ウラル狙撃師団長。1919年2月、少将に昇進。1919年3月から第8ウフィム軍団長、同年7月から第6ウフィム軍団長。1919年8月からウフィム集団司令官。
その後、チタに退却し、1920年3月、アタマン・セミョーノフの極東軍、モルチャノフ将軍の第3シベリア軍団のウフィム狙撃師団長に任命。1920年10月～11月、極東軍のコルチャーク、カペレフスキーの部隊が赤軍に撃破され、バゲルスキーは孤立無援となった。
バゲルスキスは、モンゴルを経由して中国、ハルビンに逃れた。その後、ウラジオストク、日本、朝鮮を経由して、上海に滞在。1921年、日本の汽船「大和丸」でラトビアに帰国。

### ラトビア

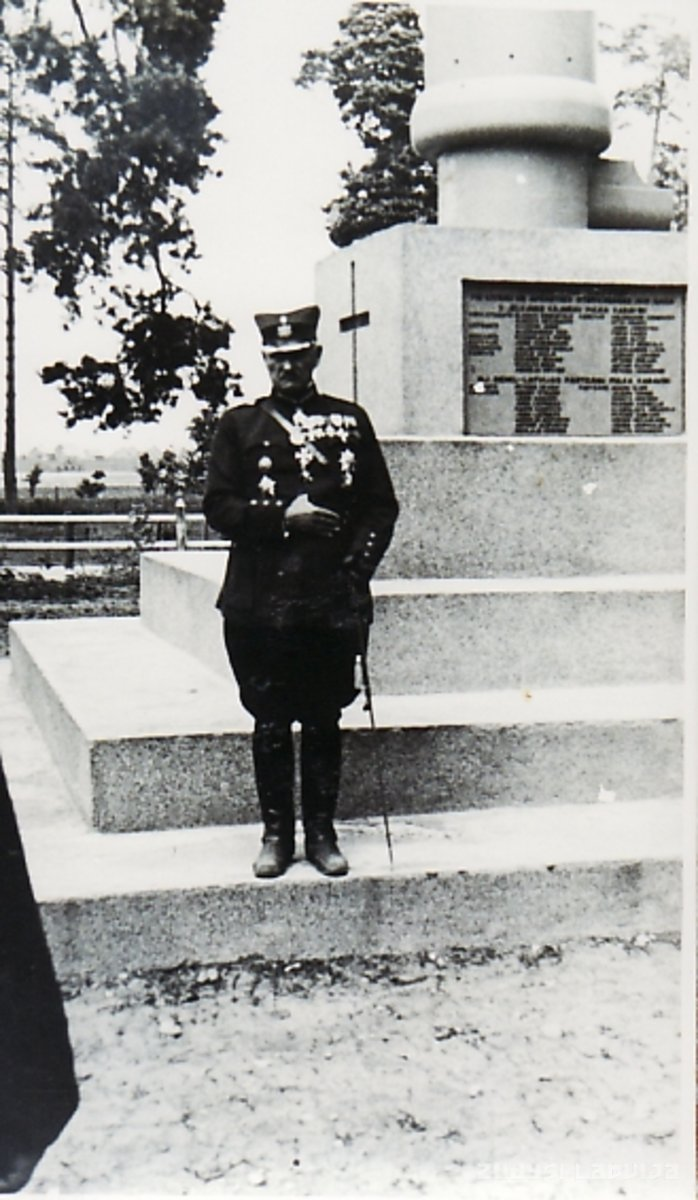
1935年、ラトビア軍大将のバンゲルスキス

ラトビア帰国後、ラトビア軍に入隊。1924年2月から第1クルゼム師団長。1924年12月～1925年12月、1926年12月～1928年1月、ラトビア国防相。1926年、ラトビア軍参謀総長。1928年7月、1929年9月～1930年8月、第3ラトガル師団長、1928年8月～1929年9月、1933年10月から第4ゼムガル師団長、1930年9月から戦闘訓練課程長。1937年3月、退役。
退役後は、レンガ会社で働く。

### ドイツ武装親衛隊

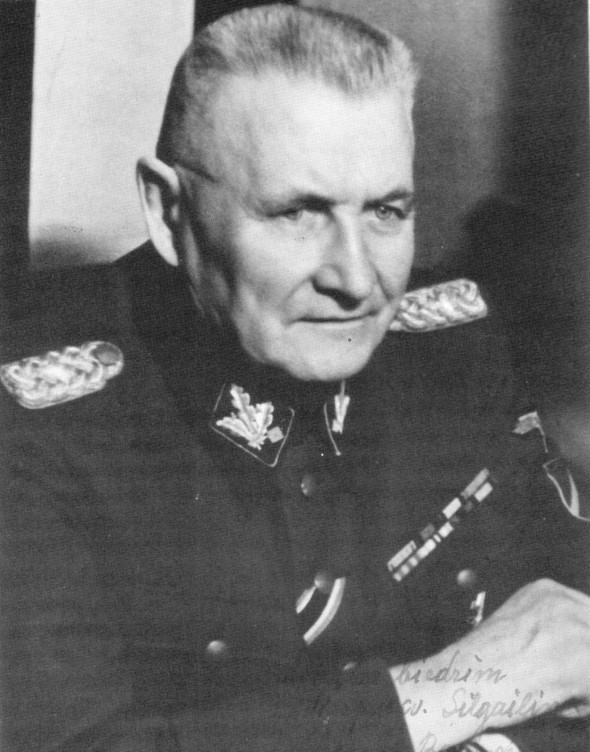
親衛隊中将時のバンゲルスキス

ソ連軍によるラトビア占領後、ドイツに逃れ、ナチス・ドイツと協力した。1943年3月から武装親衛隊少将となり、SSラトビア人義勇軍団総監となる。ラトビアにおけるユダヤ人虐殺（約5万人）に関与したとされる。
1945年2月20日から6月1日までポツダムのラトビア国家委員会総裁。同委員会は、ラトビア亡命臨時政府であると宣言した。1945年6月21日、イギリス軍により逮捕され、ゴスラル・ホテルに収容。

### 戦後

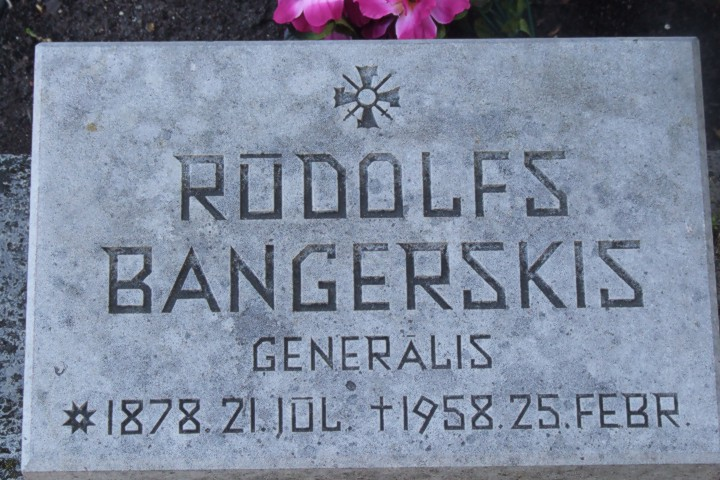
バンゲルスキスの墓石

1945年7月2日、ブラウンシュヴァイク刑務所、7月19日、ヴェステルチムケ捕虜収容所、7月23日、ザンドボステル収容所に移送。11月20日、フリースランドのラトビア人捕虜収容所に移送。12月25日、釈放。ソ連には引き渡されず、西ドイツに居住。オルデンブルクで自動車事故で死亡。
1995年3月16日、リガに改葬。